# 被试者
被试者，又简称为被试，一词常用于心理学、神经科学和医学的研究中，通常指在做某些科学实验时的被测试或者被实验的人员，如果是被测试的动物，则叫做实验动物。众所周知的被试是乘坐2012年6月16日发射升空的神舟九号飞船的三位宇航员，这三位宇航员在完成一些空间实验的同时，还肩负着作为生理学研究被试的任务。他们的各项生理指标在发射升空前、中、后期被同步检测，以获取人体在超重及微重力环境下的生理指标数据。

## 被试任务
在实验中，被试者通常被要求完成某个小任务以达到实验目的。许多心理学实验要求被试者是生手，也就是要求被试者在不知道实验目的的情况下配合研究人员完成实验。

## 危害
一般情况下，这些实验都是无害或者仅有轻微的伤害。由于科学实验通常要求多次重复，因此发生疲劳是常见的现象。比如在某些视觉研究中，通常要求被试者注视屏幕中间的小点，并且要保持这个注视姿势不动，但是时间太长可能会感觉眼睛疲劳。

## 报酬
被试者的招募分为有偿和无偿的两种，有偿实验更加普遍一些。对于那些能够引起人们很大参加意愿的实验来说，有时候甚至无需支付报酬就会有很多人报名参加。但对于一些容易让人产生疲劳感的实验或者有轻微伤害性的实验，则通常需要支付一定的报酬才能吸引人参加。